# Impacto ambiental de la energía nuclear

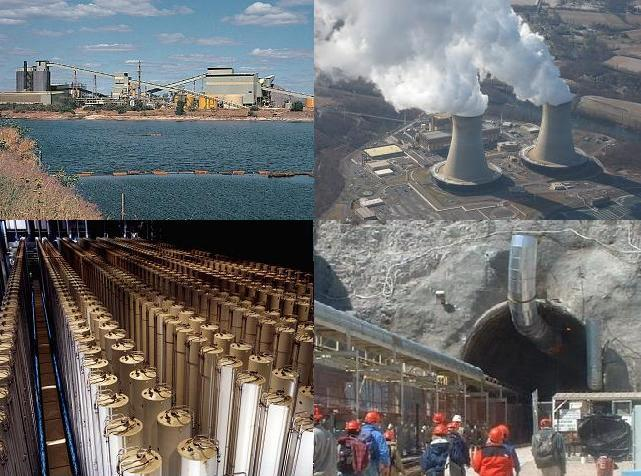
Las actividades de la energía nuclear que involucran al ambiente: la minería, el enriquecimiento del combustible, la generación de energía y el manejo de desechos.

El impacto ambiental de la energía nuclear es un resultado del ciclo del combustible nuclear, la operación de las centrales nucleares y los efectos de los accidentes nucleares.
Los riesgos rutinarios a la salud y las emisiones de gases de efecto invernadero provocados por la energía nuclear de fisión son pequeños en relación con aquellos asociados con el uso del carbón, pero adicionalmente existen riesgos catastróficos: la posibilidad de que el recalentamiento del combustible libere cantidades masivas de los productos de la fisión hacia el ambiente, y la proliferación de armas nucleares. La población es sensible a aquellos riesgos y ha existido considerable oposición pública a la energía nuclear. El accidente de Three Mile Island de 1979 y el desastre de Chernóbil de 1986, junto con los altos costos de construcción, acabaron con el rápido crecimiento de la capacidad instalada de generación de energía eléctrica de las centrales nucleares.
En marzo de 2011 un terremoto  y tsunami causaron daños que provocaron explosiones y una fusión de núcleo parcial en la central nuclear de Fukushima I, Japón. Las preocupaciones acerca de la posibilidad de una fuga de radiación a gran escala resultaron en el establecimiento de una zona de exclusión de 20 km alrededor de la central y que se aconsejara a las personas viviendo en la zona de entre 20–30 km que permanecieran al interior de sus hogares. John Price, un antiguo miembro de la Unidad de Políticas de Seguridad en la empresa británica "National Nuclear Corporation", dijo que podrían pasar 100 años antes de que las barras de combustible fundidas puedan ser sacadas en forma segura desde la central nuclear de Fukushima en Japón.

## Flujos de residuos
La energía nuclear tiene al menos cuatro flujos de desechos que pueden dañar al ambiente:
1. Produce combustible nuclear gastado en el sitio del reactor (incluyendo desechos de plutonio)
2. Genera relaves en los molinos y minas de uranio
3. Durante la operación liberan rutinariamente pequeñas cantidades de isótopos radiactivos
4. Durante los accidentes pueden escaparse grandes cantidades de materiales radiactivos peligrosos

El ciclo del combustible nuclear involucra algunos de los elementos e isótopos más peligrosos conocidos a la humanidad, incluyendo más de 100 radioisótopos y carcinógenos tales como el estroncio-90, yodo-131 y el cesio-137, que son las mismas toxinas que se pueden encontrar en la lluvia radiactiva creada por las armas nucleares.

## Residuos radiactivos

### Desechos de alto nivel
Se producen alrededor de 20 a 30 toneladas de desechos de alto nivel por año por cada reactor nuclear. El conjunto mundial de reactores nucleares crea aproximadamente 10.000 toneladas métricas de combustible nuclear gastado de alto nivel cada año. Se han sugerido varios métodos para el desecho final de la basura de alto nivel, incluyendo enterrarlos profundamente en estructuras geológicas estables, la transmutación y botarlos en el espacio. Hasta el momento, ninguno de estos métodos ha sido implementado. Existe un consenso internacional sobre la conveniencia de almacenar los desechos nucleares en depósitos subterráneos profundos, pero ningún país en el mundo ha inaugurado un sitio en ese estilo. Existen aproximadamente 65.000 toneladas de desechos nucleares que estaban siendo almacenados en depósitos temporales a través de Estados Unidos, pero en el año 2009, el presidente Obama detuvo el trabajo en depósito permanente localizado en Yucca Mountain en Nevada, después de años de controversia y peleas legales.
El reprocesamiento nuclear puede reducir el volumen de los desechos de alto nivel, pero por sí mismo no reduce la radiactividad o la generación de calor y por lo tanto no eliminan la necesidad de un depósito geológico de los desechos. El reprocesamiento ha sido políticamente controversial debido a su potencial para contribuir a la proliferación nuclear, la potencial vulnerabilidad al terrorismo nuclear, los desafíos políticos de la localización del sitio (un problema que se aplica igualmente al desecho directo del combustible gastado), y por su alto costo cuando se compara a la opción de un ciclo de combustible de una sola pasada. La administración Obama ha rechazado el reprocesamiento de los desechos nucleares, citando preocupaciones acerca de la proliferación nuclear.
Nueve estados de Estados Unidos tienen una moratoria explícita sobre la energía nuclear hasta que se encuentre una solución de largo plazo.

### Otros desechos
También se producen cantidades moderadas de desechos de bajo nivel generados por los sistemas de control químico y de volumen (en inglés: Chemical and Volume Control System, CVCS). Esto incluye desechos gaseosos, líquidos y sólidos producidos a través del proceso de purificación del agua usando evaporación. Los desechos líquidos son reprocesados continuamente, y el gas es filtrado, comprimido y almacenado para permitir el decaimiento radiactivo, diluidos y luego botado. La tasa a lo que esto es permitido está regulado y los estudios han mostrado que tales descargas no violan los límites de exposición a la radiación que puede sufrir la población (ver gases y aguas residuales radiactivas).
Los desechos sólidos pueden ser manejados simplemente colocándolos en donde no puedan ser molestados por unos pocos años. Existen tres sitios de depósitos de desechos de bajo nivel en Estados Unidos, y que están en Carolina del Sur, Utah y Washington. Antes de ser enterrados los desechos sólidos generados por los CVCS son combinados con otros desechos sólidos generados por el manejo de estos materiales.

## Emisiones de las centrales

### Gases y aguas residuales radiactivas

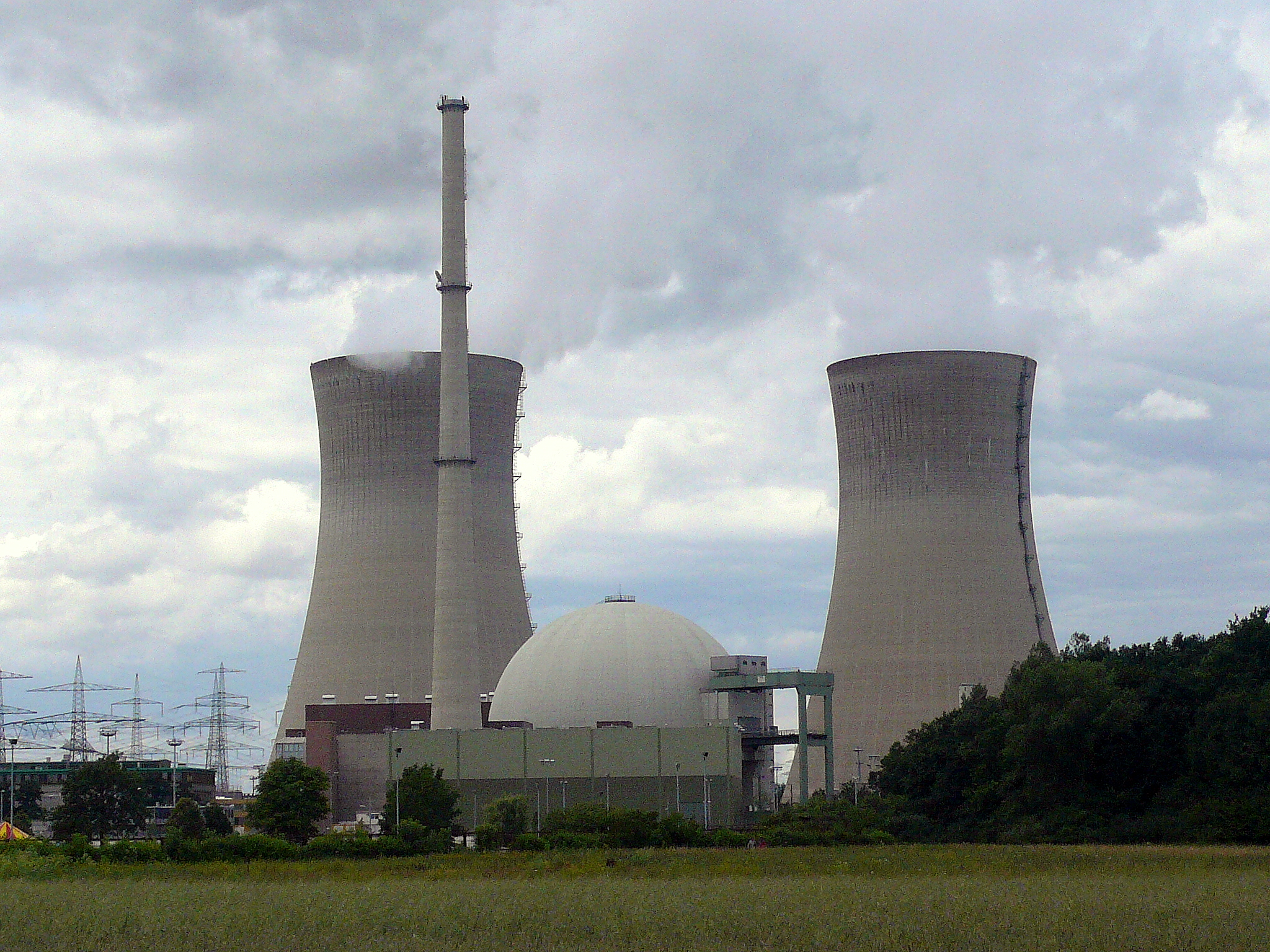
La central nuclear de Grafenrheinfeld. La estructura más alta es la chimenea que descarga los gases de las aguas residuales.

La mayor parte de las centrales nucleares comerciales liberan gases y aguas residuales radiológicas hacia el ambiente como un subproducto del Sistema de Control de Volumen Químico, lo que es monitoreado en Estados Unidos por la Agencia de Protección Ambiental y la Comisión Reguladora Nuclear. La población que vive dentro de 50 millas (80 km) de una central nuclear normalmente reciben una dosis de aproximadamente 0,1 μSv por año. Para efectos de comparación, una persona promedio que viva en o sobre el nivel medio del mar recibe al menos 260 μSv por efecto de la radiación cósmica.
La cantidad total de radiactividad liberada a través de este método depende de la central nuclear, los requerimientos legales y el funcionamiento de la planta. Se emplean modelos de dispersión atmosférica combinados con modelos de la red de caminos para calcular las exposiciones de la población a los desechos emitidos. El monitoreo de las emisiones de la planta es realizado continuamente en la misma planta. Como ejemplo se muestran a continuación los límites para las centrales nucleares canadienses:
| Emisión                          | Tritio (TBqb × 104) | Yodo-131 (TBq) | Gases nobles (TBq-MeVc × 104) | Material particulado (TBq) | Carbono-14 (TBq × 103) |
| -------------------------------- | ------------------- | -------------- | ----------------------------- | -------------------------- | ---------------------- |
| Central nuclear de Point Lepreau | 43,0                | 9,9            | 7,3                           | 5,2                        | 3,3                    |
| Central nuclear Bruce A          | 38,0                | 1,2            | 25,0                          | 2,7                        | 2,8                    |
| Bruce B                          | 47,0                | 1,3            | 61,0                          | 4,8                        | 3,0                    |
| Darlington                       | 21,0                | 0,6            | 21,0                          | 4,4                        | 1,4                    |
| Central Nuclear de Pickering A   | 34,0                | 2,4            | 8,3                           | 5,0                        | 8,8                    |
| Pickering B                      | 34,0                | 2,4            | 8,3                           | 5,0                        | 8,8                    |
| Gentilly-2                       | 44,0                | 1,3            | 17,0                          | 1,9                        | 0,91                   |

Las emisiones para las centrales nucleares en Estados Unidos son reguladas por 10 CFR 50.36(a)(2). Para una información más detallada se puede consultar la base de datos de la Comisión Reguladora Nuclear.
| País                                                   | Límite (Bq/L) |
| ------------------------------------------------------ | ------------- |
| Australia                                              | 76.103        |
| Finlandia                                              | 30.000        |
| Organización Mundial de la Salud                       | 10.000        |
| Suiza                                                  | 10.000        |
| Rusia                                                  | 7.700         |
| Ontario, Canadá                                        | 7.000         |
| Estados Unidos                                         | 740           |
| Unión Europea                                          | 1001          |
| Límite del departamento de salud pública de California | 14,8          |

#### Tritio
Una fuga de agua radiactiva en Vermont Yankee en el 2010, junto con incidentes similares en más otras 20 centrales nucleares en los años recientes, han encendido dudas acerca de la confiabilidad, durabilidad y mantenimiento de las instalaciones nucleares más antiguas en Estados Unidos.
El tritio es un isótopo radiactivo del hidrógeno que emite una partícula beta de baja energía y usualmente es medida en becquereles (átomos que decaen por segundo) por litro (Bq/L). El tritio se puede disolver en agua normal cuando es liberado por una central nuclear. La principal preocupación en las fugas de tritio es su presencia en el agua potable, además de la magnificación biológica que lleva a la presencia del tritio en los cultivos y el ganado que es consumido para alimentación.
Los límites legales de concentración difieren grandemente de lugar en lugar (ver tabla a la derecha). Por ejemplo, en junio de 2009 el Consejo Asesor para el Agua Potable de Ontario recomendó bajar el límite desde 7.000 Bq/L a 20 Bq/L. De acuerdo a la NRC, el tritio es el radioisótopo menos peligroso ya que emite una radiación muy débil y abandona el cuerpo en forma relativamente rápida. El cuerpo humano típico contiene aproximadamente 3.700 Bq de potasio-40. También la cantidad liberada por cualquier central varía bastante; la cantidad total producida por las centrales nucleares en Estados Unidos en el año 2003 fue en evaluado como mínimo 0 y como máximo 2.080 curies (77 TBq).

#### Minería del uranio
La minería del uranio puede usar grandes cantidades de agua - por ejemplo, la mina Roxby Downs en el sur de Australia usa 35.000 m³ de agua cada día y planea incrementar esto hasta llegar a 150.000 m³ por día.

### Riesgo de cáncer
Se han realizado varios estudios epidemiológicos que dicen demostrar un riesgo aumentado de desarrollar varios tipos enfermedades, especialmente cánceres, entre la población que vive cerca de instalaciones nucleares. Un metaanálisis ampliamente citado del año 2007 realizado por Baker et al. de 17 artículos de investigación y que fue publicado en el Revista Europea para el Tratamiento del Cáncer. Ofrecía evidencia de elevadas tasas de leucemia entre los niños que vivían cerca de 136 instalaciones nucleares en el Reino Unido, Canadá, Francia, Estados Unidos, Alemania, Japón y España. Sin embargo, este estudio ha sido criticado por varias razones - tal como la combinación de datos heterogéneos (diferentes grupos etarios, sitios que no eran centrales nucleares, diferentes definiciones de zona), selección arbitraria de 17 estudios individuales de un conjunto de 37, exclusión de sitios con cero casos observados o muertes, etc. También se encontró tasas elevadas de leucemia entre niños en un estudio alemán realizado en el año 2008 por Kaatsch et al., el que examinó a residentes que vivían cerca de 16 grandes centrales nucleares en Alemania. Sin embargo, este estudio ha sido criticado por varia razones. Estos resultados del 2007 y 2008 no son consistentes con muchos otros estudios que tienden a no mostrar tales asociaciones. El Comité Británico sobre Aspectos Médicos de la Radiación en el Ambiente entregó un estudio del año 2001 de niños de menos de 5 años que vivían cerca de 13 centrales nucleares en el Reino Unido durante el período 1969 a 2004. El comité encontró que los niños que vivían cerca de centrales nucleares del Reino Unido no tenían más probabilidad de desarrollar leucemia que aquellos que vivían en otros lugares.

### Comparación con la generación de electricidad usandocarbón
En términos de liberación de radiactividad, el Consejo Nacional para la Medición y Protección contra la Radiación (en inglés: National Council on Radiation Protection and Measurements, NCRP) estimó que la radiactividad promedio por tonelada corta de carbón es de 17.100 milicuries/4.000.000 toneladas. Con 154 centrales a carbón en Estados Unidos esto lleva a un total de emisiones de 0,6319 TBq por año para una sola central.
En términos de dosis para los humanos que viven en las cercanías, algunas veces se cita que las centrales a carbón liberan 100 veces más de radiactividad que las centrales nucleares. Esto proviene de los informes n.º 92 y n.º 95 de la NCRP que estimó las dosis a la población de una central a carbón y una nuclear de 1000 MWe en 4,9 hombre-Sv/año y 0,048 hombre-Sv/año respectivamente (para comparar una radiografía de tórax típica entrega una dosis de aproximadamente 0,06 mSv). La Agencia de Protección Ambiental de Estados Unidos estima una dosis agregada de 0,3 µSv por año por vivir dentro de 50 millas (80 km) de una central a carbón y de 0,009 mili-rem para una central nuclear para un estimación de una dosis de radiación anualmente. Las centrales nucleares en operación normal emiten menos radiactividad que las centrales a carbón.
A diferencia de la generación basada en carbón o petróleo, la generación nuclear no produce directamente nada de dióxido de azufre,óxidos nitrosos o mercurio (la polución generada por el uso de combustibles fósiles es culpada de cerca de 24.000 muertes cada año solo en Estados Unidos). Sin embargo, como con todas las fuentes de energía, existe algo de polución asociada con las actividades de apoyo tales como la fabricación y el transporte.

### Comparación entre las emisiones industriales y las de accidentes radiactivos
Los partidarios de la energía nuclear argumentan que los problemas de los desechos nucleares ni siquiera llegan a aproximarse a los problemas generados por los desechos del combustible fósil.
Un artículo del año 2004 de la BBC dice: La Organización Mundial de la Salud (en inglés: World Health Organization, WHO) declara que cada año mundialmente mueren 3 millones de personas por causa de la polución del aire del ambiente provocada por las emisiones de los vehículos y la industria, y que 1,6 millones mueren por polución intradomiciliaria por usar combustibles sólidos. Solo en Estados Unidos, los combustibles fósiles matan 20.000 personas al año.
Una central a carbón libera 100 veces más de radiación que una central nuclear a la misma potencia de generación de energía eléctrica.
Se estimó que durante el año 1982, la combustión de carbón en Estados Unidos liberó en la atmósfera 155 más de radiactividad que el accidente de Three Mile Island. La Asociación Nuclear Mundial proporcionó una comparación de las muertes debido a accidentes entre las diferentes formas de producción de energía. En esta comparación las muertes por TW-año de electricidad producida desde 1970 a 1992 son 885 para la hidroelectricidad, 342 para el carbón, 85 para el gas natural y 8 para la nuclear.

### Calor de desecho

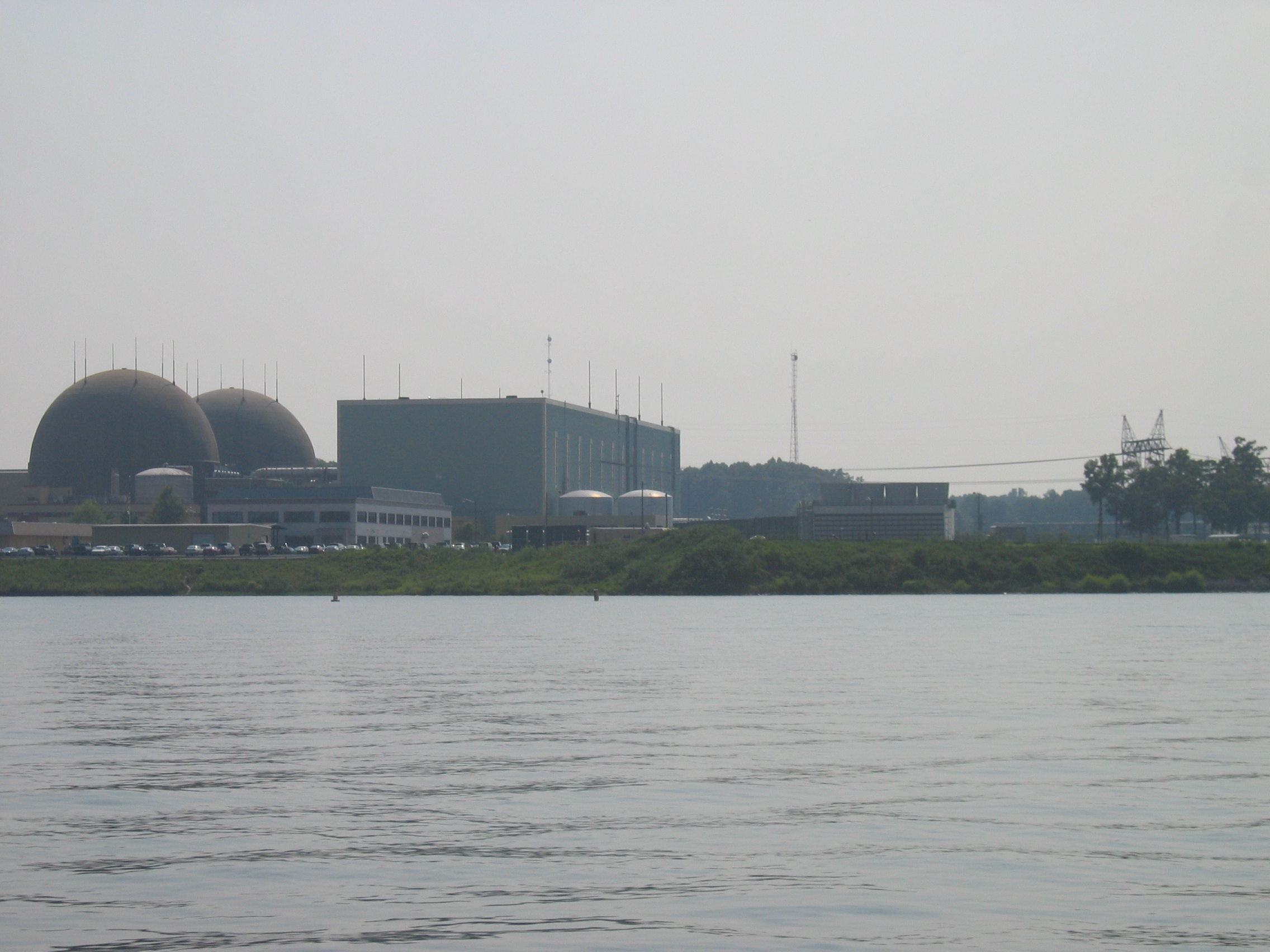
La central de North Anna usa refrigeración por intercambio directo en un lago artificial.

Como con algunas centrales térmicas, las centrales nucleares intercambian entre un 60 a 70% de su energía termal mediante la circulación a través de un cuerpo de agua o por la evaporación de agua a través de una torre de refrigeración. La eficiencia termal de estas centrales es algo más baja que las centrales a carbón, así que crean más calor de desecho.
Normalmente las opciones de refrigeración son refrigeración de un solo ciclo con un río o agua de mar, piscina de refrigeración o torres de refrigeración. Muchas plantas tienen un lago artificial como la Central Nuclear Shearon Harris o de la central nuclear de South Texas. Shearon Harris usa una torre de refrigeración pero la de South Texas no y descarga en el lago. La central nuclear de North Anna usa una piscina de refrigeración o lago artificial, que en el canal de descarga de la central está a menudo a 1 °C más caliente que en otras partes del lago o en lagos normales (esto es citado como una atracción del área por algunos residentes). A menudo se usan los efectos ambientales en los lagos artificiales como argumentos contra la construcción de nuevas centrales y durante las sequias atraen la atención de los periodistas.
Se reconoce que la Central Nuclear Turkey Point ha ayudado a mantener el estado de conservación del cocodrilo norteamericano, principalmente como un efecto del calor de desecho producido.
La central nuclear de Indian Point en Nueva York está en medio de un proceso de audiencias para determinar si será necesario un sistema de refrigeración distinto que el río como una condición para extender las licencias de operación de las centrales.
Es posible usar el calor de desecho en aplicaciones de cogeneración tales como calefacción distrital. Los principios de la cogeneración y calefacción distrital con energía nuclear son los mismos que con cualquier otra forma de producción termal de energía. Un ejemplo de uso de la generación nuclear de calor es la central nuclear de Ågesta en Suecia. En Suiza, la central nuclear de Beznau proporciona calor para aproximadamente 20.000 personas. Sin embargo, la calefacción distrital mediante centrales nucleares es menos común que otros modos de generación de calor de desecho: ya sea debido a las [Zonificación|regulaciones de uso de suelo]] y/o el efecto NIMBY, las centrales nucleares generalmente no se construyen en áreas densamente pobladas. El calor de desecho normalmente es usado en aplicaciones industriales.
Durante las olas de calor de 2003 y de 2006 en Europa, las centrales francesas, españolas y alemanas tuvieron que solicitar excepciones de las regulaciones para poder descargar el agua sobrecalentada en el ambiente. Algunos reactores nucleares tuvieron que ser apagados.

## Efectos ambientales de los accidentes
Los peores accidentes en las centrales nucleares han resultado en severa contaminación ambiental. Sin embargo, la extensión del daño real aún es altamente discutido.

### Desastre de Fukushima

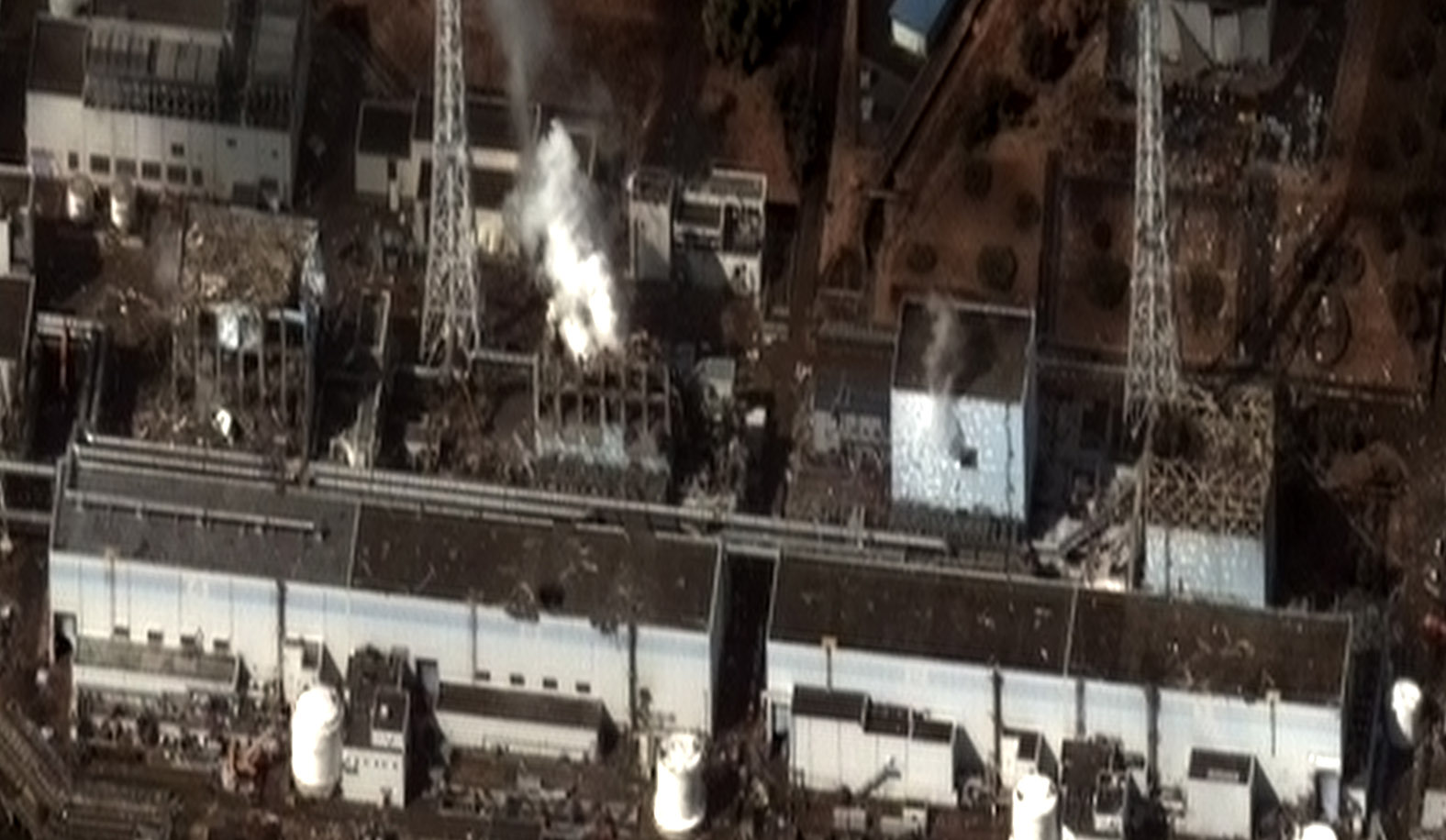
Tres de los reactores de Fukushima I se sobrecalentó, causando derretimientos que finalmente llevaron a explosiones, que dejaron escapar grandes cantidades de material adiactivo hacia la atmósfera.

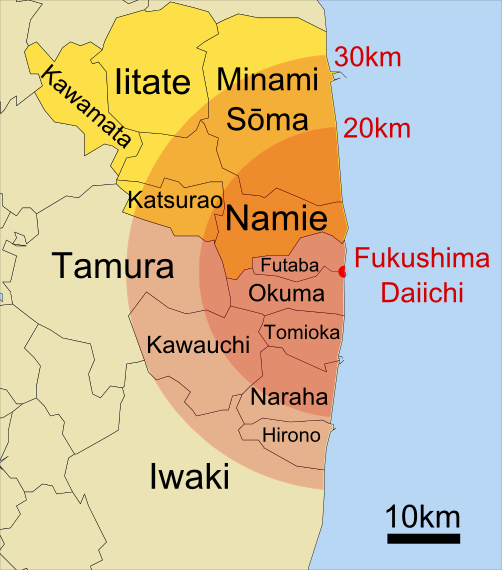
Pueblos, villas y ciudades japonesas cercanas a la central nuclear de Fukushima Daiichi. Las áreas de 20 y 30 km recibieron órdenes de evacuación y de refugio, los distritos administrativos adicionales que recibieron órdenes de evacuación también están destacados.

En marzo de 2011 un terremoto y tsunami causaron daños que llevaron a explosiones y derretimientos parciales en la Central nuclear Fukushima I en Japón.
Los niveles de radiación en la afectada central nuclear de Fukushima I han variado alcanzando un máximo de 1.000 mSv/h (milisievert/hora), que es un nivel que puede causar envenenamiento por radiación con una hora de exposición. Significativos escapes de emisiones de partículas radiactivas ocurrieron después de las explosiones de hidrógeno en los tres reactores, cuando técnicos trataron de bombear agua de mar para mantener frías las barras de combustible de uranio, y vaciaron el gas radiactivo desde los reactores para hacer espacio para el agua de mar.
Las preocupaciones acerca de la posibilidad de una fuga de radiación a gran escala resultaron en el establecimiento en una zona de exclusión de 20 km alrededor de la central nuclear y que se les aconsejara a las personas que estaban entre 20–30 km que se mantuvieran al interior de sus casas. Posteriormente, el Reino Unido, Francia y algunos otros países aconsejaron a sus ciudadanos en considerar dejar Tokio, en respuesta a los temores de dispersión de la contaminación nuclear. El New Scientist informó que las emisiones de yodo y cesio radiactivo provenientes de la destruida central nuclear de Fukushima I se han aproximado a los niveles evidentes después del desastre de Chernóbil en el año 1986. El 24 de marzo de 2011, las autoridades japonesas anunciaron que yodo-131 radiactivo que excedía los niveles de seguridad para los infantes había sido detectado en las 18 plantas de purificación de agua en Tokio y otras cinco prefecturas. Las autoridades también informaron que la lluvia radiactiva proveniente de la central de Dai-ichi estaba dificultando los esfuerzos de búsqueda de las víctimas del terremoto y tsunami del 11 de marzo.
De acuerdo a la Federación de Compañías de Generación de Electricidad de Japón, hacia el 27 de abril aproximadamente el 55% del combustible en la unidad 1 del reactor se había derretido, junto con el 35% del combustible en la unidad 2 y del 30% en la unidad 3; y sobrecalentado el combustible gastado en las piscinas de almacenamiento de las unidades 3 y 4, y que probablemente es que también estuvieran dañados. Hacia abril de 2011, agua aún estaba siendo rociada sobre los reactores dañados para enfriar las barras de combustible derretidas. El accidente sobrepasó la gravedad del accidente de Three Mile Island de 1979, y es comparable al desastre de Chernóbil de 1986. El The Economist informó que el desastre de Fukushima es un poco como tres Three Mile Island juntos, con el agregado del daño en el almacenamiento de combustible gastado, y hay impactos todavía desarrollándose:

Las labores de limpieza durarán décadas. Una zona de exclusión permanente podría finalizar extendiéndose más allá del perímetro de la central. Los trabajadores con altas exposiciones tienen un riesgo más alto de desarrollar cánceres por el resto de sus vidas...

John Price, un antiguo miembro de la Unidad de Políticas de Seguridad de la Corporación Nuclear Nacional del Reino Unido, ha dicho que podrían pasar 100 años antes de que las barras de combustible derretidas pueden ser removidas en forma segura de la central nuclear de Fukushima. El The Economist dice que la energía nuclear aparece como peligrosa, poco popular, cara y riesgosa, y que es remplazable con relativa facilidad y podría desaparecer sin ningún cambio estructural gigante en la forma en que el mundo funciona.
En la segunda mitad de agosto de 2011, los legisladores japoneses anunciaron que el primer ministro Naoto Kan visitaría la Prefectura de Fukushima para anunciar que la gran área contaminada alrededor de los reactores destruidos sería declarada como inhabitable, quizás por décadas. Se encontró que algunas de las áreas en la zona de evacuación temporal de un radio de 12 millas (19 km) alrededor de Fukushima estaban contaminadas fuertemente con radioisótopos de acuerdo a un nuevo examen entregado por el Ministerio de Educación y Ciencia. Se informó que el poblado de Okuma estaba sobre 25 veces el límite de seguridad de 20 miliesievers por año.

### El desastre de Chernobyl

Mapa que muestra la contaminación con cesio-137 en Bielorrusia, Rusia y Ucrania al año 1996.

En accidente de Chernóbil del año 1986 en Ucrania fue el peor accidente de una central nuclear del mundo. Las estimaciones de las muertes causadas por este accidente son controversiales y van desde 4.056 a 985.000. Grandes cantidades de contaminación radiactiva fueron dispersadas a través de Europa, y el cesio y el estroncio contaminaron muchos productos agrícolas, el ganado y los suelos. El accidente obligó a evacuar 300.000 personas desde Kiev, convirtiendo un área de territorio en inutilizable por los seres humanos por un período no determinado de tiempo.
A medida que los materiales radiactivos decaen, ellos liberan partículas que pueden dañar al cuerpo y causar cáncer, particularmente cesio-137 y yodo-131. En el desastre de Chernóbil, las fugas de cesio-137 contaminaron el suelo. Algunas comunidades fueron abandonadas permanentemente. Miles de personas que consumieron leche contaminada con yodo radiactivo desarrollaron cáncer a la tiroides. En el Reino Unido y Noruega, al año 2011, aún permanecen las restricciones para sacrificar ovejas criadas en pastos contaminados por la lluvia radiactiva. Alemania ha prohibido la carne proveniente de la caza silvestre debido a la contaminación provocada por setas radiactivas.

## Emisiones de gases de efecto invernadero
La operación de una central nuclear emite cantidades nulas o neligibles de dióxido de carbono. Sin embargo, todas las otras etapas de la cadena del combustible nuclear – minería, transporte, fabricación del combustible, enriquecimiento, construcción del reactor, descomisionamiento y manejo de los desechos – usan combustibles fósiles y por lo tanto emiten dióxido de carbono. Por el momento existe un debate acerca de la cantidad de emisiones de gases de efecto invernadero generados por la cadena completa del ciclo del combustible nuclear.
Muchos comentaristas han argumentado que una expansión de la energía nuclear ayudaría a combatir el cambio climático. Otros han indicado que esta es una forma de reducir las emisiones, pero que trae su propio conjunto de problemas, tales como los riesgos asociados accidentes nucleares graves y del manejo de los desechos radiactivos de alto nivel. Otros actores han opinado que existen mejores formas de tratar con el cambio climático que el invertir en energía nuclear, incluyendo mejorar la eficiencia en el uso de la energía y una mayor dependencia en fuentes de energía renovable y descentralizadas.
De acuerdo a un análisis realizado por Mark Z. Jacobson, la energía nuclear resulta entre 9 a 25 veces más de emisiones de carbono que la energía eólica, en parte debido a las emisiones provenientes del refinamiento del uranio y su transporte y a la construcción del reactor, en parte debido al tiempo más largo requerido para localizar, obtener los permisos y construir una central nuclear cuando se le compara con una parque eólico (que resulta en más emisiones del sector de generación eléctrica basada en combustibles fósiles durante ese período), y en parte debido a la pérdida de carbono del suelo por causa de la mayor pérdida de vegetación resultante de cubrir el suelo con edificios e instalaciones nucleares en relación a las torres de turbinas eólicas, las que cubren poca superficie de terreno.
Varios estudios de análisis de ciclo de vida (en inglés: Life Cycle Analysis, LCA) han llevado a una gran cantidad de estimaciones. Algunas comparaciones de emisiones de dióxido de carbono muestran que la energía nuclear es comparable a las fuentes de energía renovable. Por otro lado, un metaanálisis del año 2008 sobre 103 estudios individuales, publicado por Benjamin K. Sovacool, determinó que las tecnologías renovables de electricidad son de dos a siete veces más efectivas que la centrales nucleares sobre la base de kWh en combatir el cambio climático.

## Descomisionamiento
Tanto los reactores nucleares como las instalaciones de enriquecimiento de uranio deben ser cuidadosamente descomisionadas usando procesos que son de alto riesgo para los trabajadores involucrados, y peligrosos para el ambiente natural, caros e intensivos en tiempo.

## Nota
- Esta obra contiene una traducción  derivada de «Environmental impact of nuclear power» de Wikipedia en inglés, concretamente de esta versión, publicada por sus editores bajo la Licencia de documentación libre de GNU y la Licencia Creative Commons Atribución-CompartirIgual 4.0 Internacional.

- Datos: Q3501600
- Multimedia: Environmental impact of nuclear power / Q3501600